# 哈蒙德鎮區 (印地安納州斯潘塞縣)
哈蒙德鎮區（英語：Hammond Township）是位於美國印地安納州斯潘塞縣的一個行政鎮區。

## 地方資料
根據2010年美國人口普查的數據，哈蒙德鎮區的面積為109.00平方千米，當中陸地面積為106.00平方千米，而水域面積為3.00平方千米。當地共有人口1727人，而人口密度為每平方千米15.84人。